# Giro Donne 2008
Il Giro Donne 2008, diciannovesima edizione della corsa, partito da Mantova sabato 5 luglio 2008 e chiusosi a Desio, dopo 9 tappe ed un cronoprologo iniziale, il 13 luglio (per un totale di 809,6 km), è stato vinto dall'italiana Fabiana Luperini, in forza al team Menikini-Selle Italia-Master Colors.
La campionessa italiana, alla quinta vittoria al Giro, conclude la corsa rosa in 21 ore, 18 minuti e 40 secondi. Seconda è giunta la statunitense Amber Neben a 2'37" e terza la tedesca Claudia Häusler a 2'40".
Oltre alla maglia rosa finale, la scalatrice toscana indossa la maglia verde della classifica GPM, mentre la maglia bianca di miglior giovane va alla Häusler e la maglia ciclamino della classifica a punti ad Ina-Yoko Teutenberg, la quale si impose in 4 tappe.

## Tappe
| Tappa  | Data      | Percorso                                        | km    | Vincitore di tappa  | Leader cl. generale |
| ------ | --------- | ----------------------------------------------- | ----- | ------------------- | ------------------- |
| Prol.  | 6 luglio  | Mantova (Cron. individuale)                     | 1,2   | Mirjam Melchers     | Mirjam Melchers     |
| 1ª     | 7 luglio  | Asola > Lendinara                               | 131,5 | Ina-Yoko Teutenberg | Ina-Yoko Teutenberg |
| 2ª     | 8 luglio  | Ca' Tiepolo/Porto Tolle > Rosolina Mare         | 122,7 | Ina-Yoko Teutenberg | Ina-Yoko Teutenberg |
| 3ª     | 9 luglio  | S. M. Maddalena/Occhiobello > Altedo/Malalbergo | 122,8 | Ina-Yoko Teutenberg | Ina-Yoko Teutenberg |
| 4ª     | 10 luglio | Calcinaia > Prato a Calci/Monte Serra           | 106,4 | Fabiana Luperini    | Fabiana Luperini    |
| 5ª     | 11 luglio | Novara (Cron. individuale)                      | 9,3   | Vicki Whitelaw      | Fabiana Luperini    |
| 6ª     | 12 luglio | Cardano al Campo > Laveno-Mombello              | 113,4 | Claudia Häusler     | Fabiana Luperini    |
| 7ª     | 13 luglio | Macherio > Montevecchia                         | 83,8  | Fabiana Luperini    | Fabiana Luperini    |
| 8ª     | 14 luglio | Desio > Desio                                   | 118,5 | Ina-Yoko Teutenberg | Fabiana Luperini    |
| Totale | Totale    | Totale                                          | 809,6 |                     |                     |

## Squadre e corridori partecipanti
| N.    | Cod. | Squadra                           |
| ----- | ---- | --------------------------------- |
| 1-8   | NUR  | Equipe Nürnberger Versicherung    |
| 11-18 | TMP  | Team Columbia Women               |
| 21-28 | BCT  | Bigla Cycling Team                |
| 31-38 | FLX  | Team Flexpoint                    |
| 41-48 | ESP  | Nazionale spagnola                |
| 51-58 | TOG  | Top Girls Fassa Bortolo-Raxy Line |
| 61-68 | USC  | Chirio-Forno d'Asolo              |
| 71-78 | AAD  | AA-Drink Cycling Team             |
| 81-88 | AUS  | Nazionale australiana             |

| N.      | Cod. | Squadra                             |
| ------- | ---- | ----------------------------------- |
| 91-98   | BPD  | Bizkaia-Durango                     |
| 101-108 | MSI  | Menikini-Selle Italia-Master Colors |
| 111-118 | TSD  | Team System Data                    |
| 121-128 | DGC  | Team Cmax-Dilà                      |
| 131-138 | MIC  | Michela Fanini-Record-Rox           |
| 141-148 | GAU  | Gauss-RDZ-Ormu                      |
| 151-158 | FEN  | Fenixs                              |
| 161-168 | TFA  | Titanedi-Frezza-Acca Due O          |

## Dettagli delle tappe

### Prologo
- 5 luglio: Mantova – Cronometro individuale – 1,2 km

Risultati
| Pos. | Corridore       | Squadra | Tempo   |
| ---- | --------------- | ------- | ------- |
| 1    | Mirjam Melchers | FLX     | 1'40"94 |
| 2    | Vera Carrara    | DGC     | a 0"01  |
| 3    | Kirsten Wild    | AAD     | a 0"12  |

| Pos. | Corridore       | Squadra | Tempo   |
| ---- | --------------- | ------- | ------- |
| 1    | Mirjam Melchers | FLX     | 1'40"94 |
| 2    | Vera Carrara    | DGC     | a 0"01  |
| 3    | Kirsten Wild    | AAD     | a 0"12  |

Descrizione e riassunto
Il prologo del 19º Giro d'Italia femminile è stato una cronometro individuale con partenza da Piazza Vittorio Veneto e percorso rettilineo lungo via Isonzo percorsa nei due sensi di marcia proprio di fronte a Palazzo Te. Tappa serale con partenze tra le 20:00 e le 22:00.
La cronometro è stata vinta dall'olandese Mirjam Melchers del Team Flexpoint che ha vestito la prima maglia rosa. A solo un centesimo è arrivata l'italiana Vera Carrara del Team Cmax-Dilà, maglia azzurra di miglior italiana della tappa, mentre terza a 12 centesimi si è classificata l'olandese Kirsten Wild dell'AA-Drink Cycling Team, maglia ciclamino. Al quarto posto la varesina Noemi Cantele, che ha vestito la maglia verde, con 1'42"14. Loes Markerink del Team Flexpoint, classificatasi sesta, ha indossato la maglia bianca di miglior giovane.

### 1ª tappa
- 6 luglio: Asola > Lendinara – 131,5 km

Risultati
| Pos. | Corridore           | Squadra | Tempo    |
| ---- | ------------------- | ------- | -------- |
| 1    | Ina-Yoko Teutenberg | TMP     | 3h48'49" |
| 2    | Kirsten Wild        | AAD     | s.t.     |
| 3    | Giorgia Bronzini    | TFA     | s.t.     |

| Pos. | Corridore           | Squadra | Tempo    |
| ---- | ------------------- | ------- | -------- |
| 1    | Ina-Yoko Teutenberg | TMP     | 3h50'21" |
| 2    | Kirsten Wild        | AAD     | a 3"     |
| 3    | Giorgia Bronzini    | TFA     | a 8"     |

Descrizione e riassunto
La prima tappa è stata totalmente pianeggiante, adatta ad un arrivo in volata.
Arrivo con gruppo compatto e volata vinta dalla tedesca Ina-Yoko Teutenberg, che ha strappato la maglia rosa a Mirjam Melchers. Seconda Kirsten Wild, che ha confermato l'ottima condizione, e terza la piacentina Giorgia Bronzini, maglia azzurra di migliore italiana di tappa. Loes Markerink ha riconfermato la maglia bianca come miglior giovane mentre Mirjam Melchers, persa la maglia rosa, ha indossato la maglia verde.

### 2ª tappa
- 7 luglio: Ca' Tiepolo/Porto Tolle > Rosolina Mare – 122,7 km

Risultati
| Pos. | Corridore           | Squadra | Tempo    |
| ---- | ------------------- | ------- | -------- |
| 1    | Ina-Yoko Teutenberg | TMP     | 3h08'50" |
| 2    | Kirsten Wild        | AAD     | s.t.     |
| 3    | Regina Schleicher   | NUR     | s.t.     |

| Pos. | Corridore           | Squadra | Tempo    |
| ---- | ------------------- | ------- | -------- |
| 1    | Ina-Yoko Teutenberg | TMP     | 6h59'01" |
| 2    | Kirsten Wild        | AAD     | a 7"     |
| 3    | Giorgia Bronzini    | TFA     | a 18"    |

Descrizione e riassunto
Seconda tappa completamente pianeggiante ed adatta ad un nuovo arrivo in volata del gruppo.
Gruppo compatto all'arrivo in Viale dei Pini a Rosolina Mare, regolato per la seconda volta dalla sprinter tedesca Teutenberg che ha confermato la maglia rosa. Invariate anche le altre Maglie, che non hanno cambiato dalla tappa precedente.

### 3ª tappa
- 8 luglio: Santa Maria Maddalena/Occhiobello > Altedo/Malalbergo – 122,8 km

Risultati
| Pos. | Corridore           | Squadra | Tempo    |
| ---- | ------------------- | ------- | -------- |
| 1    | Ina-Yoko Teutenberg | TMP     | 2h52'51" |
| 2    | Monica Holler       | BCT     | s.t.     |
| 3    | Rochelle Gilmore    | MSI     | s.t.     |

| Pos. | Corridore           | Squadra | Tempo    |
| ---- | ------------------- | ------- | -------- |
| 1    | Ina-Yoko Teutenberg | TMP     | 9h51'42" |
| 2    | Kirsten Wild        | AAD     | a 17"    |
| 3    | Monica Holler       | BCT     | a 24"    |

Descrizione e riassunto
Frazione ancora perfettamente pianeggiante, tra il Veneto e l'Emilia-Romagna.
Gruppo compatto fino al km 80 quando la spagnola Silvia Tirado Marquez della Nazionale spagnola ha allungato ed è rimasta in fuga solitaria per 32 kilometri, con un vantaggio massimo di 1 minuto e 17 secondi. Il gruppo, guidato dal Team Columbia della maglia rosa Teutenberg, ha ricucito lo strappo e guidato la velocista tedesca alla terza vittoria consecutiva, che le ha permesso di mantenere il simbolo del primato sulle spalle e la maglia ciclamino della classifica a punti. La svedese Monica Holler del team svizzero Bigla si è classificata seconda mentre al terzo posto si è piazzata l'australiana Rochelle Gilmore. Giorgia Bronzini è arrivata al quarto posto ed ha mantenuto la maglia azzurra. Invariate anche la maglia verde, sulle spalle dell'olandese Melchers, e la maglia bianca, indossata dalla Markerink.

### 4ª tappa
- 9 luglio: Calcinaia > Prato a Calci/Monte Serra – 106,4 km

Risultati
| Pos. | Corridore         | Squadra | Tempo    |
| ---- | ----------------- | ------- | -------- |
| 1    | Fabiana Luperini  | TFA     | 2h54'06" |
| 2    | Edita Pučinskaitė | NUR     | a 54"    |
| 3    | Tatiana Guderzo   | GAU     | a 1'21"  |

| Pos. | Corridore         | Squadra | Tempo     |
| ---- | ----------------- | ------- | --------- |
| 1    | Fabiana Luperini  | MSI     | 12h46'12" |
| 2    | Edita Pučinskaitė | NUR     | a 57"     |
| 3    | Tatiana Guderzo   | GAU     | a 1'26"   |

Descrizione e riassunto
Prima tappa ondulata del Giro 2008, con due GPM di prima e seconda categoria: il primo dopo 70 km e 7 km di salita a Prato a Ceragiola (635 m s.l.m.), ed il secondo all'arrivo della tappa, dopo 10,4 km di ascesa (814 m di altitudine con pendenza media del 7% e punte massime del 13%).
Il primo allungo è avvenuto al km 40, con lo scatto della danese Linda Villumsen del Team Columbia, campionessa di Danimarca su strada in carica, ripresa al km 57. Dopo solo 3 km un altro scatto ha portato alla rottura del gruppo ed alla fuga di 15 atlete, tra cui Edita Pučinskaitė, Miriajm Melchers, Claudia Häusler, Nicole Brändli e le azzurre Noemi Cantele, Fabiana Luperini, Marta Bastianelli e Tatiana Guderzo. Al km 69 ha allungato la Luperini, che è passata per prima sul GPM di prima categoria con un vantaggio di 22" sulle inseguitrici Häusler, Brändli, Guderzo e Pučinskaitė che l'hanno raggiunta al km 89.
A 14 km dall'arrivo le battistrada sono state riprese da 15 inseguitrici e si è formato un nuovo gruppo di testa, ma sui primi tornanti dell'ultima salita è scatta ancora la Luperini, che è giunta sul traguardo del Monte Serra, con 54" di vantaggio sulla lituana Edita Pučinskaitė, seconda classificata. Terza classificata la vicentina Tatiana Guderzo con 1'21" di ritardo. La scalatrice toscana ha conquistato la maglia rosa e la maglia verde. La Teutenberg è rimasta leader della classifica a punti; hanno cambiato padrona anche la maglia bianca, che va a Claudia Häusler, e la maglia azzurra che passa sulle spalle della Luperini.

### 5ª tappa
- 10 luglio: Novara – Cronometro individuale – 9,3 km

Risultati
| Pos. | Corridore         | Squadra | Tempo    |
| ---- | ----------------- | ------- | -------- |
| 1    | Vicki Whitelaw    | AUS     | 11'53"43 |
| 2    | Zul'fija Zabirova | BCT     | a 0"36   |
| 3    | Amber Neben       | FLX     | a 1"47   |

| Pos. | Corridore         | Squadra | Tempo     |
| ---- | ----------------- | ------- | --------- |
| 1    | Fabiana Luperini  | MSI     | 12h58'40" |
| 2    | Edita Pučinskaitė | NUR     | a 48"     |
| 3    | Tatiana Guderzo   | GAU     | a 1'16"   |

Descrizione e riassunto
Pressoché pianeggiante la prima tappa a cronometro, dopo il prologo di Mantova, caratterizzata lunghi rettilinei pianeggianti.
La seconda prova contro il tempo è stata vinta, con 11'53"43, dall'australiana Vicki Whitelaw, abile a distanziare di 36 centesimi la campionessa kazaka Zul'fija Zabirova. Vera Carrara è stata la prima delle italiane, tredicesima a 15", ed ha indossato la maglia azzurra. La maglia rosa è rimasta sulle spalle della Luperini, che ha terminato al 31º posto con 12'28"74, mentre la lituana Pučinskaitė e l'italiana Guderzo, che in frazione ha indossato la maglia verde detenuta dalla scalatrice toscana, hanno recuperato 10 secondi nella classifica generale.

### 6ª tappa
- 11 luglio: Cardano al Campo > Laveno Mombello – 113,4 km

Risultati
| Pos. | Corridore       | Squadra | Tempo    |
| ---- | --------------- | ------- | -------- |
| 1    | Claudia Häusler | NUR     | 3h13'13" |
| 2    | Amber Neben     | FLX     | s.t.     |
| 3    | Nicole Brändli  | BCT     | a 2"     |

| Pos. | Corridore        | Squadra | Tempo     |
| ---- | ---------------- | ------- | --------- |
| 1    | Fabiana Luperini | MSI     | 16h12'49" |
| 2    | Claudia Häusler  | NUR     | a 52"     |
| 3    | Nicole Brändli   | BCT     | a 54"     |

Descrizione e riassunto
Il percorso, che ha attraversato la Provincia di Varese, ha affrontato due storiche salite dove sono stati posti i due GPM di prima categoria: al km 60 Passo Sette Termini (906 m di altitudine e pendenza media del 7%) ed a 20 km dal traguardo il Passo del Cuvignone, (1036 m di altitudine e pendenza media del 9/10%) vetta più alta che le atlete devono affrontare in questo Giro.

### 7ª tappa
- 12 luglio: Macherio > Montevecchia – 83,8 km

Risultati
| Pos. | Corridore        | Squadra | Tempo    |
| ---- | ---------------- | ------- | -------- |
| 1    | Fabiana Luperini | MSI     | 2h21'04" |
| 2    | Amber Neben      | FLX     | a 24"    |
| 3    | Tatiana Guderzo  | GAU     | a 1'40"  |

| Pos. | Corridore        | Squadra | Tempo     |
| ---- | ---------------- | ------- | --------- |
| 1    | Fabiana Luperini | MSI     | 18h33'43" |
| 2    | Amber Neben      | FLX     | a 2'46"   |
| 3    | Claudia Häusler  | NUR     | a 2'49"   |

Descrizione e riassunto
Terzo arrivo in salita del Giro e tappa ricca di ascese con 4 GPM, posti in corrispondenza dei colli brianzoli: al km 50 Colle Brianza di 2ª categoria (pendenza media del 6%), al km 59 Giovenzana di 1ª categoria (pendenza media del 9% con punte del 13%), al km 69 Sirtori di 2ª categoria (pendenza media dell'8% con punte dell'11%) ed arrivo in salita a Montevecchia di 1ª categoria con pendenza media del 7% e punte del 15%.

### 8ª tappa
- 13 luglio: Desio > Desio – 118,5 km

Risultati
| Pos. | Corridore           | Squadra | Tempo    |
| ---- | ------------------- | ------- | -------- |
| 1    | Ina-Yoko Teutenberg | TMP     | 2h44'48" |
| 2    | Kirsten Wild        | AAD     | s.t.     |
| 3    | Giorgia Bronzini    | TFA     | s.t.     |

Descrizione e riassunto
Dopo le tappe adatte alle scalatrici, si è tornati in pianura. Nella prima parte della tappa il percorso ha attraversato la Brianza per un totale di 27,5 km per poi rientrare a Desio e compiere 7 giri del circuito cittadino di 13 km.

## Classifiche finali

### Classifica generale - Maglia rosa
| Pos. | Corridore             | Squadra | Tempo     |
| ---- | --------------------- | ------- | --------- |
| 1    | Fabiana Luperini      | MSI     | 21h18'40" |
| 2    | Amber Neben           | FLX     | a 2'37"   |
| 3    | Claudia Häusler       | NUR     | a 2'40"   |
| 4    | Tatiana Guderzo       | GAU     | a 2'53"   |
| 5    | Nicole Brändli        | BCT     | a 3'12"   |
| 6    | Edita Pučinskaitė     | NUR     | a 4'58"   |
| 7    | Anna Sanchis          | ESP     | a 6'37"   |
| 8    | Jolanta Polikevičiūtė | USC     | a 8'14"   |
| 9    | Marta Bastianelli     | DGC     | a 9'06"   |
| 10   | Judith Arndt          | TMP     | a 10'02"  |

### Classifica a punti - Maglia ciclamino
| Pos. | Corridore           | Squadra | Punti |
| ---- | ------------------- | ------- | ----- |
| 1    | Ina-Yoko Teutenberg | TMP     | 60    |
| 2    | Kirsten Wild        | AAD     | 47    |
| 3    | Fabiana Luperini    | MSI     | 36    |
| 4    | Giorgia Bronzini    | TFA     | 36    |
| 5    | Amber Neben         | FLX     | 34    |

### Classifica Gran Premio della Montagna - Maglia verde
| Pos. | Corridore         | Squadra | Punti |
| ---- | ----------------- | ------- | ----- |
| 1    | Fabiana Luperini  | MSI     | 67    |
| 2    | Amber Neben       | FLX     | 58    |
| 3    | Claudia Häusler   | NUR     | 48    |
| 4    | Tatiana Guderzo   | GAU     | 40    |
| 5    | Marta Bastianelli | DGC     | 21    |

### Classifica giovani - Maglia bianca
| Pos. | Corridore         | Squadra | Tempo     |
| ---- | ----------------- | ------- | --------- |
| 1    | Claudia Häusler   | NUR     | 21h21'20" |
| 2    | Anna Sanchis      | ESP     | a 3'57"   |
| 3    | Marta Bastianelli | DGC     | a 6'26"   |
| 4    | Linda Villumsen   | TMP     | a 26'22"  |
| 5    | Alona Andruk      | USC     | a 26'34"  |

## Evoluzione delle classifiche
| Tappa (Vincitore)                       | Classifica generale Maglia rosa | Classifica a punti Maglia ciclamino | Classifica GPM Maglia verde | Classifica giovani Maglia bianca | Migliore italiana di tappa Maglia azzurra |
| --------------------------------------- | ------------------------------- | ----------------------------------- | --------------------------- | -------------------------------- | ----------------------------------------- |
| P (Cron. Individuale) (Mirjam Melchers) | Mirjam Melchers                 | Non assegnata                       | Non assegnata               | Loes Markerink                   | Vera Carrara                              |
| 1 (Ina-Yoko Teutenberg)                 | Ina-Yoko Teutenberg             | Ina-Yoko Teutenberg                 | Non assegnata               | Loes Markerink                   | Giorgia Bronzini                          |
| 2 (Ina-Yoko Teutenberg)                 | Ina-Yoko Teutenberg             | Ina-Yoko Teutenberg                 | Non assegnata               | Loes Markerink                   | Giorgia Bronzini                          |
| 3 (Ina-Yoko Teutenberg)                 | Ina-Yoko Teutenberg             | Ina-Yoko Teutenberg                 | Non assegnata               | Loes Markerink                   | Giorgia Bronzini                          |
| 4 (Fabiana Luperini)                    | Fabiana Luperini                | Ina-Yoko Teutenberg                 | Fabiana Luperini            | Claudia Häusler                  | Fabiana Luperini                          |
| 5 (Cron. Individuale) (Vicki Whitelaw)  | Fabiana Luperini                | Ina-Yoko Teutenberg                 | Fabiana Luperini            | Claudia Häusler                  | Vera Carrara                              |
| 6 (Claudia Häusler)                     | Fabiana Luperini                | Ina-Yoko Teutenberg                 | Claudia Häusler             | Claudia Häusler                  | Tatiana Guderzo                           |
| 7 (Fabiana Luperini)                    | Fabiana Luperini                | Ina-Yoko Teutenberg                 | Fabiana Luperini            | Claudia Häusler                  | Fabiana Luperini                          |
| 8 (Ina-Yoko Teutenberg)                 | Fabiana Luperini                | Ina-Yoko Teutenberg                 | Fabiana Luperini            | Claudia Häusler                  | Giorgia Bronzini                          |
| Classifiche finali                      | Fabiana Luperini                | Ina-Yoko Teutenberg                 | Fabiana Luperini            | Claudia Häusler                  | -                                         |